# Johan Orrenius
Johan Olof Axel Orrenius, född den 3 december 1982 i Motala, är en svensk sportjournalist. Han är chefredaktör för fotbollsmagasinet Offside tillsammans med Anders Bengtsson, ett uppdrag han haft sedan hösten 2012. Tillsammans har de båda chefredaktörerna även Offsides podcast. De båda fick utmärkelsen Årets sportjournalist för år 2020.
Orrenius är journalistutbildad på Skurups folkhögskola. Han arbetade fram till 2012 på Expressen. År 2008 blev Orrenius utsedd till årets svenska fotbollskrönikör i Krönikörallsvenskan av fotbollstidskriften Four Four Two. 2024 vann han priset "Årets journalist" vid Tidskriftsgalan. 2025 tilldelades han Jolopriset.
Johan Orrenius är son till juristerna Hans Orrenius och Ylva Orrenius. Han är bror till journalisten Niklas Orrenius. Sten Orrenius var kusin till deras far.